# Julia Stahl
|  | Dieser Artikel wurde aufgrund von formalen oder inhaltlichen Mängeln in der Qualitätssicherung Biologie zur Verbesserung eingetragen. Dies geschieht, um die Qualität der Biologie-Artikel auf ein akzeptables Niveau zu bringen. Bitte hilf mit, diesen Artikel zu verbessern! Artikel, die nicht signifikant verbessert werden, können gegebenenfalls gelöscht werden. Lies dazu auch die näheren Informationen in den Mindestanforderungen an Biologie-Artikel. |

Julia Stahl (* 1970 in Köln) ist eine deutsche Biologin und war Assistenzprofessorin für Functional Community Ecology in der AG Landschaftsökologie der Carl von Ossietzky Universität Oldenburg. Heute leitet sie die Forschungsabteilung bei Sovon Vogelonderzoek Nederland in Nijmegen, Niederlande.

## Leben und Wirken
Julia Stahl studierte von 1990 bis 1996 Biologie an den Universitäten in Köln und Wien. 1996 bearbeitete sie parallel in der Tierökologie der Universität Groningen ein Master-Studien-Projekt zum Phänomen der Winter-Immigration der Weißwangengans (‘Small scale immigration phenomena in wintering flocks of Barnacle Geese (Branta leucopsis)’). Bis 2001 promovierte sie in Groningen zu Auswirkungen der Herbivorie von Weißwangen- und Ringelgänsen (‘Limits of the co-occurrence of avian herbivores. How geese share scarce resources.’). Anschließend war sie Post-Doc im Departement für Terrestrische Ökologie der niederländischen Universität Wageningen und im Centre for Ecological and Evolutionary Studies der Universität Groningen. Bis September 2012 war sie Assistenz-Professorin und Leiterin der Junior-Research-Group Functional Community Ecology in der Landschaftsökologie der Universität Oldenburg. Seit Oktober 2012 ist sie Leiterin der Forschungsabteilung bei Sovon Dutch Centre for Field Ornithology in Nijmegen in den Niederlanden.

## Publikationen (Auswahl)
- M. Maier, J. Schwienheer, K. M. Exo, J. Stahl: Vegetation structure of TMAP vegetation types on mainland salt marshes. In: Wadden Sea Ecosyst. Band 26, 2011, S. 105–110.
- J. P. Bakker, D. P. J. Kuijper, J. Stahl: Community Ecology and Management of Salt Marshes. In: H. A. Verhoef, P. J. Morin (Hrsg.): Community Ecology. Processes, Models and Applications. Oxford Univ. Press, Oxford 2010, S. 131–148.
- H. Kruckenberg, A. Kondratyev, J. H. Mooij, M. J. J. E. Loonen, J. Stahl, C. Zöckler: Antiprädationsverhalten von Weißwangengänsen auf Kolguyev und Svalbard. In: Osnabrücker Naturwiss. Mitt. Band 35, 2009, S. 201–208.
- N. Oberdiek, J. Dierschke, M. Schröder, T. Feldt, J. Stahl: Greifvögel an der Küste in Bedrängnis? Kornweihen Circus cyaneus im Nationalpark "Niedersächsisches Wattenmeer". In: Vogelwarte. Band 47, 2009, S. 362–363.
- M. Schröder, N. Oberdiek, J. Dierschke, T. Feldt, J. Stahl: Jagdhabitatwahl von Kornweihen Circus cyaneus und Rohrweihen Circus aeruginosus auf den Ostfriesischen Inseln, Nationalpark "Niedersächsisches Wattenmeer". In: Vogelwarte. Band 47, 2009, S. 363.
- G. Eichhorn, R. H. Drent, J. Stahl, A. Leito, T. Alerstam: Skipping the Baltic: the emergence of a dichotomy of alternative spring migration strategies in Russian barnacle geese. In: Journal of Animal Ecology. Band 78, 2009, S. 63–72. doi:10.1111/j.1365-2656.2008.01485.x
- H. P. van der Jeugd, G. Eichhorn, K. Litvin, J. Stahl, K. Larsson, A. J. van der Graaf, R. H. Drent: Keeping up with early springs: rapid range expansion in an avian herbivore incurs a mismatch between reproductive timing and food supply. In: Global Change Biology. Band 15, 2009, S. 1057–1071, doi:10.1111/j.1365-2486.2008.01804.
- J. Stahl, D. Bos, M. J. J. E. Loonen: Foraging along a salinity gradient - The effect of tidal inundation on site choice by Dark-Bellied Brent Geese Branta bernicla and Barnacle Geese B-leucopsis. (PDF; 146 kB). In: Ardea. Band 90, Nr. 2, 2002, S. 201–212.

| Personendaten    | Personendaten     |
| ---------------- | ----------------- |
| NAME             | Stahl, Julia      |
| KURZBESCHREIBUNG | deutsche Biologin |
| GEBURTSDATUM     | 1970              |
| GEBURTSORT       | Köln              |